# Campionato Interregionale 1988-1989
Il Campionato Interregionale 1988-1989 fu la 41ª edizione del campionato di categoria e il V livello del calcio italiano.

## Stagione

Una formazione dell'Altamura, vincitore del girone L

### Aggiornamenti
Ad inizio stagione le seguenti società non si iscrissero al campionato:
- Ercolanese (neo retrocessa)
- Savona
- Migliarina Sport
- Elettrocarbonium
- Sant'Antonio Abate
- Audace Cerignola
- Fermana
- Matera
- Forastiere Senise
- Macomer

Il Carpi ed il Potenza furono ammesse in Serie C2 1988-1989 a completamento di organici.
La fallita Akragas e il Favara si fusero dando vita all'Agrigento-Favara.
Per far fronte a questa carenza di organico la L.N.D. ha riammesso al Campionato Interregionale: Asti TSC, Aosta, Fanfulla, Mottese, Pro Palazzolo, Contarina, GE.ME.AZ. San Polo, Cerretese, Viareggio, Castelfrettese, Monturanese, Paolana, Policoro, Guspini e Nuova Pistoiese, nuova società che raccoglie l'eredità della fallita Pistoiese.

## Girone A
Il Nizza Millefonti è una compagine di Torino.
 La Pegliese è una compagine di Genova.
 La Carcarese è una compagine di Carcare.

### Classifica finale
|  | Pos. | Squadra          | Pt | G  | V  | N  | P  | GF | GS | DR  |
|  | ---- | ---------------- | -- | -- | -- | -- | -- | -- | -- | --- |
|  | 1.   | Cuneo            | 49 | 34 | 17 | 15 | 2  | 45 | 20 | +25 |
|  | 2.   | Pegliese         | 46 | 34 | 15 | 16 | 3  | 44 | 22 | +22 |
|  | 3.   | Nizza Millefonti | 40 | 34 | 14 | 12 | 8  | 48 | 30 | +18 |
|  | 4.   | Aosta            | 40 | 34 | 14 | 12 | 8  | 44 | 33 | +11 |
|  | 5.   | Sammargheritese  | 40 | 34 | 14 | 12 | 8  | 36 | 30 | +6  |
|  | 6.   | Carcarese        | 40 | 34 | 13 | 14 | 7  | 39 | 36 | +3  |
|  | 7.   | Bra              | 36 | 34 | 9  | 18 | 7  | 49 | 39 | +10 |
|  | 8.   | Saviglianese     | 35 | 34 | 10 | 15 | 9  | 27 | 25 | +2  |
|  | 9.   | Ventimigliese    | 34 | 34 | 10 | 14 | 10 | 35 | 37 | -2  |
|  | 10.  | Saint-Vincent    | 33 | 34 | 8  | 17 | 9  | 39 | 34 | +5  |
|  | 11.  | Vado             | 33 | 34 | 10 | 13 | 11 | 38 | 39 | -1  |
|  | 12.  | Pinerolo         | 31 | 34 | 8  | 15 | 11 | 40 | 33 | +7  |
|  | 13.  | Levanto          | 31 | 34 | 7  | 17 | 10 | 28 | 34 | -6  |
|  | 14.  | Albenga          | 31 | 34 | 7  | 17 | 10 | 26 | 33 | -7  |
|  | 15.  | Cairese          | 27 | 34 | 4  | 19 | 11 | 29 | 49 | -20 |
|  | 16.  | Asti TSC         | 26 | 34 | 5  | 16 | 13 | 26 | 48 | -22 |
|  | 17.  | Moncalieri       | 24 | 34 | 4  | 16 | 14 | 17 | 37 | -20 |
|  | 18.  | Entella Bacezza  | 16 | 34 | 2  | 12 | 20 | 23 | 54 | -31 |

Legenda:
      Promossa in Serie C2 1989-1990.
      Retrocessa in Promozione 1989-1990.
Regolamento:
Due punti a vittoria, uno a pareggio, zero a sconfitta.
A parità di punteggio, solo per l'assegnazione di un titolo sportivo (per la promozione o per la retrocessione), le squadre a pari punti procedevano ad una partita di spareggio.

## Girone B
La Castanese è una rappresentativa della città di Castano Primo.
Il Mottese è una rappresentativa della città di Motta Visconti.

### Classifica finale
|  | Pos. | Squadra          | Pt | G  | V  | N  | P  | GF | GS | DR  |
|  | ---- | ---------------- | -- | -- | -- | -- | -- | -- | -- | --- |
|  | 1.   | Solbiatese       | 48 | 34 | 17 | 14 | 3  | 42 | 16 | +26 |
|  | 2.   | Pro Lissone      | 48 | 34 | 18 | 12 | 4  | 36 | 10 | +26 |
|  | 3.   | Saronno          | 39 | 34 | 12 | 15 | 7  | 34 | 21 | +13 |
|  | 4.   | Valenzana        | 39 | 34 | 10 | 19 | 5  | 34 | 22 | +12 |
|  | 5.   | Virtus Binasco   | 36 | 34 | 10 | 16 | 8  | 37 | 24 | +13 |
|  | 6.   | Iris Borgoticino | 36 | 34 | 13 | 10 | 11 | 39 | 34 | +5  |
|  | 7.   | Vigevano         | 36 | 34 | 9  | 18 | 7  | 30 | 26 | +4  |
|  | 8.   | Fanfulla         | 36 | 34 | 11 | 14 | 9  | 41 | 38 | +3  |
|  | 9.   | Pro Patria       | 36 | 34 | 9  | 18 | 7  | 28 | 25 | +3  |
|  | 10.  | Mariano          | 36 | 34 | 10 | 16 | 8  | 27 | 32 | -5  |
|  | 11.  | Verbania         | 33 | 34 | 13 | 7  | 14 | 36 | 35 | +1  |
|  | 12.  | Biellese         | 33 | 34 | 10 | 13 | 11 | 32 | 37 | -5  |
|  | 13.  | Seregno          | 31 | 34 | 7  | 17 | 10 | 24 | 31 | -7  |
|  | 14.  | Bellinzago       | 30 | 34 | 9  | 12 | 13 | 31 | 32 | -1  |
|  | 15.  | Oleggio          | 29 | 34 | 11 | 7  | 16 | 26 | 46 | -20 |
|  | 16.  | Castanese BPM    | 25 | 34 | 7  | 11 | 16 | 31 | 43 | -12 |
|  | 17.  | Sancolombano     | 23 | 34 | 4  | 15 | 15 | 29 | 49 | -20 |
|  | 18.  | Mottese          | 18 | 34 | 4  | 10 | 20 | 20 | 56 | -36 |

Legenda:
      Promossa in Serie C2 1989-1990.
      Retrocessa in Promozione 1989-1990.
Regolamento:
Due punti a vittoria, uno a pareggio, zero a sconfitta.
A parità di punteggio, solo per l'assegnazione di un titolo sportivo (per la promozione o per la retrocessione), le squadre a pari punti procedevano ad una partita di spareggio.

### Spareggi

#### Spareggio promozione
|            | Risultati |             | Luogo e data  |
| ---------- | --------- | ----------- | ------------- |
| Solbiatese | 1-0       | Pro Lissone | Crema, ? 1989 |
|            |           |             |               |

## Girone C
La Nova Gens è una rappresentativa della città di Noventa Vicentina.
 Il Villafranca è una compagine della città di Villafranca di Verona.

### Classifica finale
|  | Pos. | Squadra                  | Pt | G  | V  | N  | P  | GF | GS | DR  |
|  | ---- | ------------------------ | -- | -- | -- | -- | -- | -- | -- | --- |
|  | 1.   | Valdagno                 | 50 | 34 | 19 | 12 | 3  | 46 | 15 | +31 |
|  | 2.   | Stezzanese               | 44 | 34 | 17 | 10 | 7  | 49 | 30 | +19 |
|  | 3.   | Leffe                    | 42 | 34 | 17 | 8  | 9  | 48 | 32 | +16 |
|  | 4.   | Fiorenzuola              | 41 | 34 | 13 | 15 | 6  | 33 | 18 | +15 |
|  | 5.   | Lecco                    | 41 | 34 | 14 | 13 | 7  | 32 | 20 | +12 |
|  | 6.   | Romanese                 | 37 | 34 | 11 | 15 | 8  | 38 | 30 | +8  |
|  | 7.   | Darfo Boario             | 36 | 34 | 9  | 18 | 7  | 36 | 31 | +5  |
|  | 8.   | Rovereto                 | 36 | 34 | 12 | 12 | 10 | 29 | 30 | -1  |
|  | 9.   | Schio                    | 34 | 34 | 11 | 12 | 11 | 27 | 34 | -7  |
|  | 10.  | Crema                    | 33 | 34 | 8  | 17 | 9  | 33 | 34 | -1  |
|  | 11.  | Rovigo                   | 30 | 34 | 7  | 16 | 11 | 24 | 26 | -2  |
|  | 12.  | Nova Gens                | 29 | 34 | 8  | 13 | 13 | 36 | 40 | -4  |
|  | 13.  | Benacense 1905           | 29 | 34 | 10 | 9  | 15 | 28 | 35 | -7  |
|  | 14.  | Bolzano                  | 29 | 34 | 9  | 11 | 14 | 35 | 45 | -10 |
|  | 15.  | Officine Bra Villafranca | 28 | 34 | 7  | 14 | 13 | 26 | 38 | -12 |
|  | 16.  | Tregnago                 | 28 | 34 | 8  | 12 | 14 | 34 | 48 | -14 |
|  | 17.  | Contarina                | 23 | 34 | 8  | 7  | 19 | 26 | 55 | -29 |
|  | 18.  | Pro Palazzolo            | 22 | 34 | 4  | 14 | 16 | 21 | 40 | -19 |

Legenda:
      Promossa in Serie C2 1989-1990.
      Retrocessa in Promozione 1989-1990.
Regolamento:
Due punti a vittoria, uno a pareggio, zero a sconfitta.
A parità di punteggio, solo per l'assegnazione di un titolo sportivo (per la promozione o per la retrocessione), le squadre a pari punti procedevano ad una partita di spareggio.

## Girone D
La GE.ME.AZ. San Polo è una compagine di San Polo di Piave.

### Classifica finale
|  | Pos. | Squadra            | Pt | G  | V  | N  | P  | GF | GS | DR  |
|  | ---- | ------------------ | -- | -- | -- | -- | -- | -- | -- | --- |
|  | 1.   | Cittadella         | 46 | 34 | 18 | 10 | 6  | 48 | 18 | +30 |
|  | 2.   | Caerano            | 42 | 34 | 13 | 16 | 5  | 35 | 26 | +9  |
|  | 3.   | Tombolo            | 41 | 34 | 12 | 17 | 5  | 35 | 20 | +15 |
|  | 4.   | Mira               | 39 | 34 | 14 | 11 | 9  | 33 | 18 | +15 |
|  | 5.   | Pro Gorizia        | 39 | 34 | 10 | 19 | 5  | 36 | 24 | +12 |
|  | 6.   | Montebelluna       | 37 | 34 | 10 | 17 | 7  | 38 | 28 | +10 |
|  | 7.   | Opitergina         | 37 | 34 | 12 | 13 | 9  | 36 | 29 | +7  |
|  | 8.   | Monfalcone         | 35 | 34 | 10 | 15 | 9  | 33 | 29 | +4  |
|  | 9.   | Sandonà 1922       | 35 | 34 | 9  | 17 | 8  | 34 | 32 | +2  |
|  | 10.  | Pievigina          | 35 | 34 | 10 | 15 | 9  | 28 | 32 | -4  |
|  | 11.  | Bassano Virtus     | 34 | 34 | 9  | 16 | 9  | 27 | 27 | 0   |
|  | 12.  | Conegliano         | 34 | 34 | 12 | 10 | 12 | 26 | 26 | 0   |
|  | 13.  | Clodia Sottomarina | 32 | 34 | 7  | 18 | 9  | 29 | 24 | +5  |
|  | 14.  | Sacilese           | 31 | 34 | 8  | 15 | 11 | 24 | 36 | -12 |
|  | 15.  | Vittorio Veneto    | 30 | 34 | 8  | 14 | 12 | 25 | 31 | -6  |
|  | 16.  | Pasianese          | 29 | 34 | 9  | 11 | 14 | 26 | 36 | -10 |
|  | 17.  | GEMEAZ San Polo    | 26 | 34 | 7  | 12 | 15 | 28 | 45 | -17 |
|  | 18.  | Miranese           | 10 | 34 | 1  | 8  | 25 | 15 | 75 | -60 |

Legenda:
      Promossa in Serie C2 1989-1990.
      Retrocessa in Promozione 1989-1990.
Regolamento:
Due punti a vittoria, uno a pareggio, zero a sconfitta.
A parità di punteggio, solo per l'assegnazione di un titolo sportivo (per la promozione o per la retrocessione), le squadre a pari punti procedevano ad una partita di spareggio.

## Girone E
La Virtus Roteglia è una rappresentativa della città di Castellarano.
 Il Bozzano è una rappresentativa della città di Massarosa.

### Classifica finale
|  | Pos. | Squadra           | Pt | G  | V  | N  | P  | GF | GS | DR  |
|  | ---- | ----------------- | -- | -- | -- | -- | -- | -- | -- | --- |
|  | 1.   | Baracca Lugo      | 48 | 34 | 17 | 14 | 3  | 39 | 13 | +26 |
|  | 2.   | Imola             | 46 | 34 | 20 | 6  | 8  | 48 | 23 | +25 |
|  | 3.   | Viareggio         | 44 | 34 | 17 | 10 | 7  | 45 | 29 | +16 |
|  | 4.   | Bozzano           | 41 | 34 | 13 | 15 | 6  | 38 | 32 | +6  |
|  | 5.   | Pistoiese         | 39 | 34 | 16 | 7  | 11 | 39 | 31 | +8  |
|  | 6.   | Mirandolese       | 39 | 34 | 11 | 17 | 6  | 39 | 34 | +5  |
|  | 7.   | Crevalcore        | 38 | 34 | 12 | 14 | 8  | 37 | 25 | +12 |
|  | 8.   | Reggiolo          | 38 | 34 | 11 | 16 | 7  | 37 | 32 | +5  |
|  | 9.   | Colorno           | 35 | 34 | 9  | 17 | 8  | 33 | 33 | 0   |
|  | 10.  | Virtus Roteglia   | 34 | 34 | 10 | 14 | 10 | 36 | 40 | -4  |
|  | 11.  | Russi             | 33 | 34 | 10 | 13 | 11 | 38 | 35 | +3  |
|  | 12.  | Faenza            | 31 | 34 | 8  | 15 | 11 | 22 | 27 | -5  |
|  | 13.  | Santarcangiolese  | 30 | 34 | 9  | 12 | 13 | 27 | 30 | -3  |
|  | 14.  | Castel San Pietro | 30 | 34 | 12 | 6  | 16 | 27 | 36 | -9  |
|  | 15.  | Pietrasanta       | 27 | 34 | 6  | 15 | 13 | 27 | 40 | -13 |
|  | 16.  | Vaianese          | 23 | 34 | 6  | 11 | 17 | 29 | 42 | -13 |
|  | 17.  | Cerretese         | 18 | 34 | 4  | 10 | 20 | 14 | 40 | -26 |
|  | 18.  | Aullese           | 18 | 34 | 3  | 12 | 19 | 13 | 46 | -33 |

Legenda:
      Promossa in Serie C2 1989-1990.
      Retrocessa in Promozione 1989-1990.
Regolamento:
Due punti a vittoria, uno a pareggio, zero a sconfitta.
A parità di punteggio, solo per l'assegnazione di un titolo sportivo (per la promozione o per la retrocessione), le squadre a pari punti procedevano ad una partita di spareggio.

## Girone F
La Big Blu Castellina è una rappresentativa della città di Castellina in Chianti.
 Il Tuttocalzatura è una rappresentativa della città di Castelfranco di Sotto.
 La Durantina è una rappresentativa della città di Urbania.

### Classifica finale
|  | Pos. | Squadra             | Pt | G  | V  | N  | P  | GF | GS | DR  |
|  | ---- | ------------------- | -- | -- | -- | -- | -- | -- | -- | --- |
|  | 1.   | Ponsacco            | 44 | 34 | 14 | 16 | 4  | 41 | 23 | +18 |
|  | 2.   | Assisi Angelana     | 43 | 34 | 14 | 15 | 5  | 39 | 28 | +11 |
|  | 3.   | Narnese             | 41 | 34 | 16 | 9  | 9  | 53 | 29 | +24 |
|  | 4.   | Colligiana          | 40 | 34 | 13 | 14 | 7  | 38 | 27 | +11 |
|  | 5.   | Vadese              | 37 | 34 | 12 | 13 | 9  | 37 | 26 | +11 |
|  | 6.   | Gualdo              | 37 | 34 | 12 | 13 | 9  | 38 | 35 | +3  |
|  | 7.   | Durantina           | 37 | 34 | 11 | 15 | 8  | 29 | 31 | -2  |
|  | 8.   | Bibbienese          | 36 | 34 | 10 | 16 | 8  | 29 | 28 | +1  |
|  | 9.   | Big Blu Castellina  | 33 | 34 | 11 | 11 | 12 | 27 | 27 | 0   |
|  | 10.  | Tuttocalzatura      | 33 | 34 | 10 | 13 | 11 | 30 | 31 | -1  |
|  | 11.  | Bastia              | 33 | 34 | 7  | 19 | 8  | 23 | 26 | -3  |
|  | 12.  | Urbino              | 33 | 34 | 9  | 15 | 10 | 23 | 28 | -5  |
|  | 13.  | Intercomunale Vinci | 32 | 34 | 10 | 12 | 12 | 35 | 35 | 0   |
|  | 14.  | Julia Spello        | 32 | 34 | 9  | 14 | 11 | 30 | 37 | -7  |
|  | 15.  | Certaldo            | 31 | 34 | 7  | 17 | 10 | 25 | 31 | -6  |
|  | 16.  | Foligno             | 30 | 34 | 7  | 16 | 11 | 25 | 31 | -6  |
|  | 17.  | Città di Castello   | 26 | 34 | 10 | 6  | 18 | 35 | 54 | -19 |
|  | 18.  | Castelfiorentino    | 14 | 34 | 4  | 6  | 24 | 21 | 51 | -30 |

Legenda:
      Promossa in Serie C2 1989-1990.
      Retrocessa in Promozione 1989-1990.
Regolamento:
Due punti a vittoria, uno a pareggio, zero a sconfitta.
A parità di punteggio, solo per l'assegnazione di un titolo sportivo (per la promozione o per la retrocessione), le squadre a pari punti procedevano ad una partita di spareggio.

## Girone G
La Castelfrettese è una rappresentativa della frazione di Castelferretti, nel comune di Falconara Marittima.
 La Cingolana è una compagine della città di Cingoli.
 Il Renato Curi è una rappresentativa della città di Pescara.

### Classifica finale
|  | Pos. | Squadra            | Pt | G  | V  | N  | P  | GF | GS | DR  |
|  | ---- | ------------------ | -- | -- | -- | -- | -- | -- | -- | --- |
|  | 1.   | Castel di Sangro   | 50 | 34 | 19 | 12 | 3  | 42 | 17 | +25 |
|  | 2.   | Pro Vasto          | 49 | 34 | 20 | 9  | 5  | 53 | 27 | +26 |
|  | 3.   | Molfetta           | 46 | 34 | 16 | 14 | 4  | 39 | 16 | +23 |
|  | 4.   | Monturanese        | 42 | 34 | 14 | 14 | 6  | 32 | 26 | +6  |
|  | 5.   | Penne              | 36 | 34 | 12 | 12 | 10 | 39 | 29 | +10 |
|  | 6.   | Montegranaro       | 35 | 34 | 11 | 13 | 10 | 35 | 30 | +5  |
|  | 7.   | Pineto             | 35 | 34 | 12 | 11 | 11 | 33 | 28 | +5  |
|  | 8.   | Manfredonia        | 35 | 34 | 10 | 15 | 9  | 34 | 30 | +4  |
|  | 9.   | Santegidiese       | 32 | 34 | 11 | 10 | 13 | 33 | 33 | 0   |
|  | 10.  | Corato             | 32 | 34 | 10 | 12 | 12 | 19 | 27 | -8  |
|  | 11.  | Termoli            | 31 | 34 | 8  | 15 | 11 | 24 | 28 | -4  |
|  | 12.  | Castelfrettese     | 30 | 34 | 8  | 14 | 12 | 25 | 30 | -5  |
|  | 13.  | Tortoreto Lido     | 30 | 34 | 10 | 10 | 14 | 25 | 31 | -6  |
|  | 14.  | Sangiorgese        | 28 | 34 | 9  | 10 | 15 | 28 | 37 | -9  |
|  | 15.  | Renato Curi        | 27 | 34 | 9  | 9  | 16 | 36 | 51 | -15 |
|  | 16.  | Cingolana          | 27 | 34 | 9  | 9  | 16 | 20 | 39 | -19 |
|  | 17.  | Porto Sant'Elpidio | 25 | 34 | 8  | 9  | 17 | 25 | 43 | -18 |
|  | 18.  | Osimana            | 22 | 34 | 6  | 10 | 18 | 19 | 39 | -20 |

Legenda:
      Promossa in Serie C2 1989-1990.
      Retrocessa in Promozione 1989-1990.
Regolamento:
Due punti a vittoria, uno a pareggio, zero a sconfitta.
A parità di punteggio, solo per l'assegnazione di un titolo sportivo (per la promozione o per la retrocessione), le squadre a pari punti procedevano ad una partita di spareggio.

## Girone H

### Classifica finale
|  | Pos. | Squadra          | Pt | G  | V  | N  | P  | GF | GS | DR  |
|  | ---- | ---------------- | -- | -- | -- | -- | -- | -- | -- | --- |
|  | 1.   | Ostia Mare       | 52 | 34 | 19 | 14 | 1  | 50 | 16 | +34 |
|  | 2.   | L'Aquila         | 50 | 34 | 19 | 12 | 3  | 48 | 20 | +28 |
|  | 3.   | Tivoli           | 45 | 34 | 16 | 13 | 5  | 34 | 20 | +14 |
|  | 4.   | Sulmona          | 44 | 34 | 17 | 10 | 7  | 47 | 21 | +26 |
|  | 5.   | Astrea           | 41 | 34 | 16 | 9  | 9  | 51 | 25 | +26 |
|  | 6.   | ALMAS            | 40 | 34 | 12 | 16 | 6  | 37 | 22 | +15 |
|  | 7.   | Angizia Luco     | 33 | 34 | 9  | 15 | 10 | 36 | 37 | -1  |
|  | 8.   | Tharros          | 32 | 34 | 9  | 14 | 11 | 34 | 43 | -9  |
|  | 9.   | Viterbese (-3)   | 31 | 34 | 10 | 14 | 10 | 35 | 27 | +8  |
|  | 10.  | Calangianus      | 31 | 34 | 10 | 11 | 13 | 38 | 44 | -6  |
|  | 11.  | Avezzano         | 29 | 34 | 8  | 13 | 13 | 31 | 39 | -8  |
|  | 12.  | Fertilia         | 29 | 34 | 8  | 13 | 13 | 27 | 38 | -11 |
|  | 13.  | San Marco Cabras | 29 | 34 | 10 | 9  | 15 | 33 | 44 | -11 |
|  | 14.  | Civitavecchia    | 28 | 34 | 8  | 12 | 14 | 29 | 41 | -12 |
|  | 15.  | Thiesi           | 27 | 34 | 7  | 13 | 14 | 32 | 44 | -12 |
|  | 16.  | Alghero          | 27 | 34 | 9  | 9  | 16 | 24 | 42 | -18 |
|  | 17.  | Ittiri           | 26 | 34 | 8  | 10 | 16 | 31 | 36 | -5  |
|  | 18.  | Porto Torres     | 15 | 34 | 4  | 7  | 23 | 18 | 76 | -58 |

Legenda:
      Promossa in Serie C2 1989-1990.
      Retrocessa in Promozione 1989-1990.
Regolamento:
Due punti a vittoria, uno a pareggio, zero a sconfitta.
A parità di punteggio, solo per l'assegnazione di un titolo sportivo (per la promozione o per la retrocessione), le squadre a pari punti procedevano ad una partita di spareggio.

## Girone I
Il Fersulcis è una rappresentativa della città di Iglesias.

### Classifica finale
|  | Pos. | Squadra      | Pt | G  | V  | N  | P  | GF | GS | DR  |
|  | ---- | ------------ | -- | -- | -- | -- | -- | -- | -- | --- |
|  | 1.   | La Palma     | 52 | 34 | 21 | 10 | 3  | 52 | 14 | +38 |
|  | 2.   | Vis Sezze    | 50 | 34 | 21 | 8  | 5  | 49 | 17 | +32 |
|  | 3.   | Isola Liri   | 47 | 34 | 19 | 9  | 6  | 47 | 20 | +27 |
|  | 4.   | VJS Velletri | 43 | 34 | 14 | 15 | 5  | 39 | 21 | +18 |
|  | 5.   | Carbonia     | 42 | 34 | 16 | 10 | 8  | 39 | 27 | +12 |
|  | 6.   | Pro Cisterna | 41 | 34 | 13 | 15 | 6  | 42 | 24 | +18 |
|  | 7.   | Cassino      | 37 | 34 | 11 | 15 | 8  | 43 | 31 | +12 |
|  | 8.   | Pomezia      | 35 | 34 | 9  | 17 | 8  | 30 | 25 | +5  |
|  | 9.   | Giugliano    | 35 | 34 | 12 | 11 | 11 | 41 | 43 | -2  |
|  | 10.  | Maddalonese  | 35 | 34 | 12 | 11 | 11 | 35 | 47 | -12 |
|  | 11.  | Gialeto      | 33 | 34 | 9  | 15 | 10 | 27 | 35 | -8  |
|  | 12.  | Real Aversa  | 32 | 34 | 10 | 12 | 12 | 36 | 37 | -1  |
|  | 13.  | Formia       | 31 | 34 | 9  | 13 | 12 | 26 | 30 | -4  |
|  | 14.  | Fondana      | 29 | 34 | 6  | 17 | 11 | 25 | 32 | -7  |
|  | 15.  | Iglesias     | 26 | 34 | 7  | 12 | 15 | 26 | 44 | -18 |
|  | 16.  | Fersulcis    | 20 | 34 | 5  | 10 | 19 | 32 | 55 | -23 |
|  | 17.  | Gonnesa      | 16 | 34 | 2  | 12 | 20 | 17 | 50 | -33 |
|  | 18.  | Guspini      | 8  | 34 | 2  | 4  | 28 | 19 | 73 | -54 |

Legenda:
      Promossa in Serie C2 1989-1990.
      Retrocessa in Promozione 1989-1990.
Regolamento:
Due punti a vittoria, uno a pareggio, zero a sconfitta.
A parità di punteggio, solo per l'assegnazione di un titolo sportivo (per la promozione o per la retrocessione), le squadre a pari punti procedevano ad una partita di spareggio.

## Girone L
La Sportiva Cariatese è una rappresentativa della città di Cariati.

### Classifica finale
|  | Pos. | Squadra               | Pt | G  | V  | N  | P  | GF | GS  | DR  |
|  | ---- | --------------------- | -- | -- | -- | -- | -- | -- | --- | --- |
|  | 1.   | Altamura              | 51 | 34 | 21 | 9  | 4  | 66 | 21  | +45 |
|  | 2.   | Pro Matera            | 50 | 34 | 19 | 12 | 3  | 51 | 15  | +36 |
|  | 3.   | Sportiva Cariatese    | 47 | 34 | 22 | 3  | 9  | 52 | 22  | +30 |
|  | 4.   | Acri                  | 37 | 34 | 13 | 11 | 10 | 38 | 32  | +6  |
|  | 5.   | Bitonto               | 36 | 34 | 12 | 12 | 10 | 38 | 32  | +6  |
|  | 6.   | Policoro              | 36 | 34 | 9  | 18 | 7  | 26 | 21  | +5  |
|  | 7.   | Francavilla           | 35 | 34 | 12 | 11 | 11 | 37 | 33  | +4  |
|  | 8.   | Tricase               | 35 | 34 | 13 | 9  | 12 | 30 | 30  | 0   |
|  | 9.   | Noicattaro            | 34 | 34 | 10 | 14 | 10 | 48 | 36  | +12 |
|  | 10.  | Toma Maglie           | 34 | 34 | 12 | 10 | 12 | 44 | 35  | +9  |
|  | 11.  | Pro Italia Galatina   | 32 | 34 | 11 | 10 | 13 | 47 | 37  | +10 |
|  | 12.  | Ostuni                | 32 | 34 | 11 | 10 | 13 | 32 | 33  | -1  |
|  | 13.  | Nardò                 | 32 | 34 | 10 | 12 | 12 | 24 | 37  | -13 |
|  | 14.  | Rende                 | 31 | 34 | 10 | 11 | 13 | 34 | 34  | 0   |
|  | 15.  | Corigliano Schiavonea | 30 | 34 | 10 | 10 | 14 | 34 | 47  | -13 |
|  | 16.  | Castrovillari         | 28 | 34 | 9  | 10 | 15 | 30 | 36  | -6  |
|  | 17.  | Paolana               | 27 | 34 | 10 | 7  | 17 | 27 | 61  | -34 |
|  | 18.  | Corigliano            | 5  | 34 | 1  | 3  | 30 | 15 | 111 | -96 |

Legenda:
      Promossa in Serie C2 1989-1990.
      Retrocessa in Promozione 1989-1990.
Regolamento:
Due punti a vittoria, uno a pareggio, zero a sconfitta.
A parità di punteggio, solo per l'assegnazione di un titolo sportivo (per la promozione o per la retrocessione), le squadre a pari punti procedevano ad una partita di spareggio.

## Girone M
Il Forio è una rappresentativa della città di Ischia.

### Classifica finale
|  | Pos. | Squadra           | Pt | G  | V  | N  | P  | GF | GS | DR  |
|  | ---- | ----------------- | -- | -- | -- | -- | -- | -- | -- | --- |
|  | 1.   | Adelaide Nicastro | 46 | 34 | 17 | 12 | 5  | 47 | 23 | +24 |
|  | 2.   | Angri             | 44 | 34 | 16 | 12 | 6  | 48 | 24 | +24 |
|  | 3.   | AC Stabia         | 40 | 34 | 15 | 10 | 9  | 41 | 29 | +12 |
|  | 4.   | Portici           | 37 | 34 | 12 | 13 | 9  | 32 | 27 | +5  |
|  | 5.   | Chiaravalle       | 36 | 34 | 13 | 10 | 11 | 36 | 30 | +6  |
|  | 6.   | Palmese           | 35 | 34 | 12 | 11 | 11 | 33 | 29 | +4  |
|  | 7.   | Solofra           | 34 | 34 | 13 | 8  | 13 | 40 | 31 | +9  |
|  | 8.   | Acerrana          | 34 | 34 | 11 | 12 | 11 | 31 | 31 | 0   |
|  | 9.   | Siderno           | 33 | 34 | 10 | 13 | 11 | 42 | 38 | +4  |
|  | 10.  | Nuova Rosarnese   | 33 | 34 | 11 | 11 | 12 | 30 | 32 | -2  |
|  | 11.  | Ebolitana         | 32 | 34 | 9  | 14 | 11 | 28 | 27 | +1  |
|  | 12.  | Savoia            | 32 | 34 | 10 | 12 | 12 | 24 | 27 | -3  |
|  | 13.  | Paganese          | 32 | 34 | 10 | 12 | 12 | 28 | 35 | -7  |
|  | 14.  | Valdiano 85       | 31 | 34 | 10 | 11 | 13 | 28 | 41 | -13 |
|  | 15.  | Sarnese           | 31 | 34 | 7  | 17 | 10 | 27 | 31 | -4  |
|  | 16.  | Sambiase          | 31 | 34 | 10 | 11 | 13 | 23 | 39 | -16 |
|  | 17.  | Locri             | 29 | 34 | 8  | 13 | 13 | 31 | 42 | -11 |
|  | 18.  | Forio             | 22 | 34 | 5  | 12 | 17 | 22 | 55 | -33 |

Legenda:
      Promossa in Serie C2 1989-1990.
      Retrocessa in Promozione 1989-1990.
Regolamento:
Due punti a vittoria, uno a pareggio, zero a sconfitta.
A parità di punteggio, solo per l'assegnazione di un titolo sportivo (per la promozione o per la retrocessione), le squadre a pari punti procedevano ad una partita di spareggio.

### Spareggi

#### Spareggio salvezza
Sambiase, Sarnese e Valdiano terminarono il campionato a pari punti. Per decidere quali squadre dovessero disputare lo spareggio si ricorse ai risultati negli scontri diretti. Il Sambiase risultò la squadra peggiore e retrocesse direttamente. Le altre due compagini si sfidarono in una gara di spareggio.
|             | Risultati |         | Luogo e data |
| ----------- | --------- | ------- | ------------ |
| Valdiano 85 | 2-1 (dts) | Sarnese | ?, ? 1989    |
|             |           |         |              |

## Girone N

### Classifica finale
|  | Pos. | Squadra               | Pt | G  | V  | N  | P  | GF | GS | DR  |
|  | ---- | --------------------- | -- | -- | -- | -- | -- | -- | -- | --- |
|  | 1.   | Acireale (-5)         | 48 | 34 | 21 | 11 | 2  | 54 | 17 | +37 |
|  | 2.   | Mazara                | 47 | 34 | 18 | 11 | 5  | 45 | 16 | +29 |
|  | 3.   | Partinicaudace        | 42 | 34 | 17 | 8  | 9  | 42 | 25 | +17 |
|  | 4.   | Agrigento-Favara      | 41 | 34 | 13 | 15 | 6  | 33 | 22 | +11 |
|  | 5.   | Scicli                | 37 | 34 | 9  | 19 | 6  | 25 | 22 | +3  |
|  | 6.   | Marsala               | 35 | 34 | 13 | 9  | 12 | 31 | 32 | -1  |
|  | 7.   | Paternò               | 34 | 34 | 6  | 22 | 6  | 27 | 29 | -2  |
|  | 8.   | Comiso                | 33 | 34 | 8  | 17 | 9  | 23 | 24 | -1  |
|  | 9.   | Enna                  | 32 | 34 | 7  | 18 | 9  | 23 | 26 | -3  |
|  | 10.  | Bagheria              | 32 | 34 | 11 | 10 | 13 | 22 | 32 | -10 |
|  | 11.  | Gangi                 | 31 | 34 | 8  | 15 | 11 | 24 | 28 | -4  |
|  | 12.  | Niscemi               | 31 | 34 | 11 | 9  | 14 | 34 | 40 | -6  |
|  | 13.  | Palermolympia         | 30 | 34 | 7  | 16 | 11 | 18 | 26 | -8  |
|  | 14.  | Folgore Castelvetrano | 29 | 34 | 8  | 13 | 13 | 23 | 30 | -7  |
|  | 15.  | Vittoria              | 29 | 34 | 7  | 15 | 12 | 30 | 40 | -10 |
|  | 16.  | Nuova Igea            | 27 | 34 | 9  | 9  | 16 | 27 | 36 | -9  |
|  | 17.  | Sciacca               | 27 | 34 | 8  | 11 | 15 | 27 | 40 | -13 |
|  | 18.  | Nissa                 | 22 | 34 | 6  | 10 | 18 | 20 | 43 | -23 |

Legenda:
      Promossa in Serie C2 1989-1990.
      Retrocessa in Promozione 1989-1990.
Regolamento:
Due punti a vittoria, uno a pareggio, zero a sconfitta.
A parità di punteggio, solo per l'assegnazione di un titolo sportivo (per la promozione o per la retrocessione), le squadre a pari punti procedevano ad una partita di spareggio.
Note:
L'Acireale ha scontato 5 punti di penalizzazione.
Il Vittoria è retrocesso dopo aver perso lo spareggio con l'ex aequo Castelvetrano.

### Spareggi

#### Spareggio salvezza
|                       | Risultati |          | Luogo e data |
| --------------------- | --------- | -------- | ------------ |
| Folgore Castelvetrano | 4-1       | Vittoria | ?, ? 1989    |
|                       |           |          |              |

## Trofeo Jacinto
Tra le 12 promosse alla categoria superiore si è disputato il Trofeo Jacinto, vinto dal Valdagno, al suo primo titolo.